# Præsidentvalget i Finland 1956
Præsidentvalget i Finland 1956 førte til at Agrarförbundets kandidat Urho Kekkonen valgtes til republikkens præsident for første gang. Kekkonens hovedmodstander i valget viste sig at blive socialdemokraternas kandidat Karl-August Fagerholm.
Præsident Juho Kusti Paasikivi fik 84 valgmandsstemmer i anden runde, til trods for at han ikke officielt var kandidat.
Republikkens præsident valgtes 1956 af 300 folkevalgte valgmænd. Valget afgjordes efter tre runder og var unikt i Finland derved at resultatet var med den mindst mulige marginal (se tabellen nedenfor). Nogle politikere som var valgmænd 1956 er flere årtier senere trådt frem og har indrømmet at de var "tungen på vægtskålen" og stemte anderledes end deres vælgere regnede med. Politikerne er i dag alle gået bort, så det er ikke muligt at få sagen endeligt afklaret. Valget blev afholdt den 15. februar.

## Valgresultat
| kandidat              | parti | stemmer |
| --------------------- | ----- | ------- |
| Urho Kekkonen         | Agr.  | 88      |
| Karl-August Fagerholm | SDP   | 72      |
| Sakari Tuomioja       | LF    | 57      |
| Eino Kilpi            | DFFF  | 56      |
| Ralf Törngren         | SFP   | 20      |
| Eero Rydman           | FFP   | 7       |

| kandidat              | parti | stemmer |
| --------------------- | ----- | ------- |
| Karl-August Fagerholm | SDP   | 114     |
| Urho Kekkonen         | Agr.  | 102     |
| Juho Kusti Paasikivi  | Saml. | 84      |
| Sakari Tuomioja       | LF    | 0       |

| kandidat              | parti | stemmer |
| --------------------- | ----- | ------- |
| Urho Kekkonen         | Agr.  | 151     |
| Karl-August Fagerholm | SDP   | 149     |